# Чорний бусел (пам'ятка природи)
Чо́рний бу́сел — зоологічна пам'ятка природи місцевого значення в Україні. Розташована на території Камінь-Каширського району Волинської області, за 2 км на північний захід від села Хотешів. 
Площа 8,5 га. Статус присвоєно згідно з рішенням облвиконкому від 31.10.1991 року № 226. Перебуває у віданні ДП «Камінь-Каширське ЛГ» (Добренське лісництво, кв. 11, вид. 1). 
Охороняється місце гніздування лелеки чорного (Ciconia nigra) — рідкісного виду, занесений до Червоної книги України та міжнародних конвенцій. Рослинність представлена вільхово-березовими лісовими насадженнями віком близько 75 років.

## Галерея

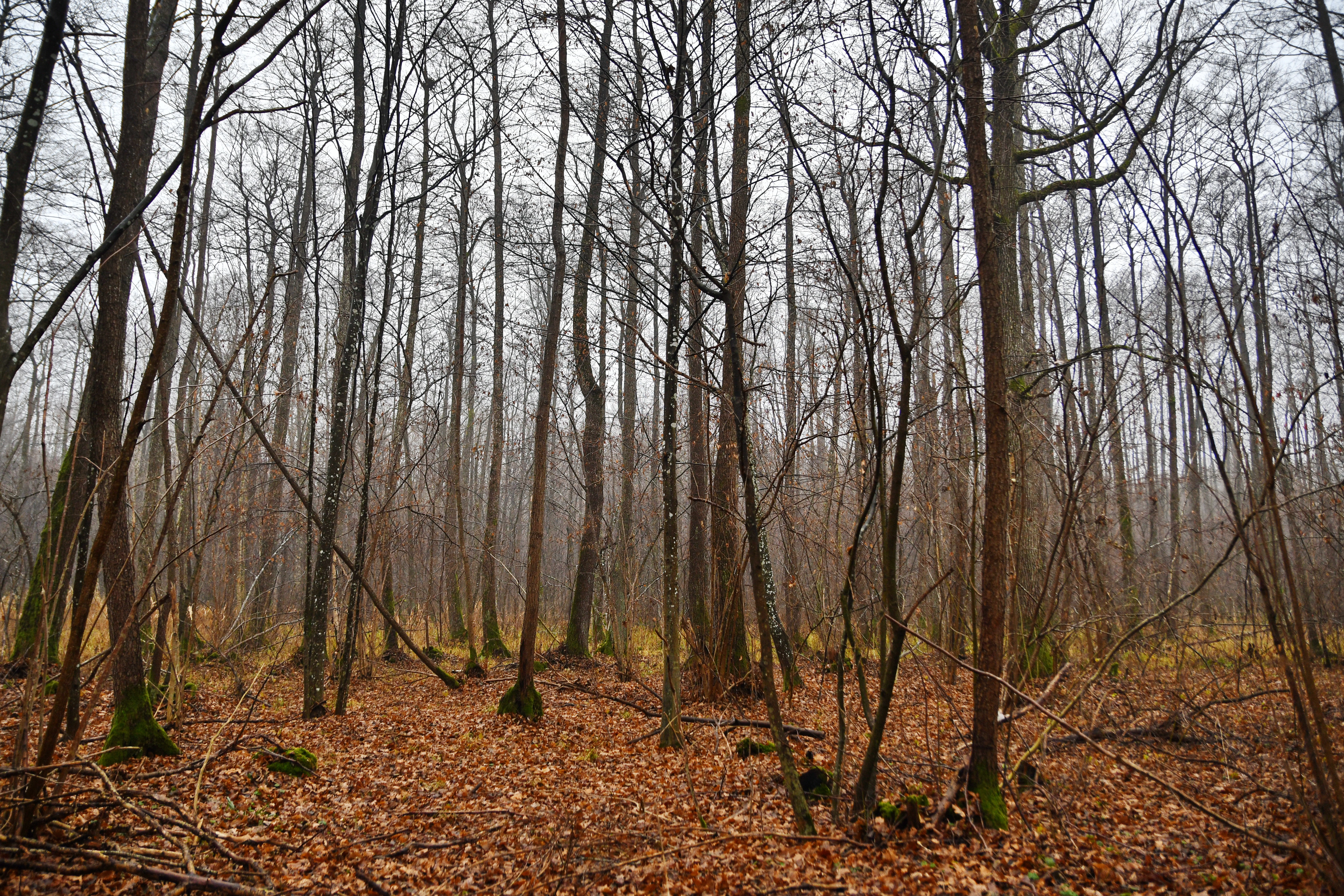
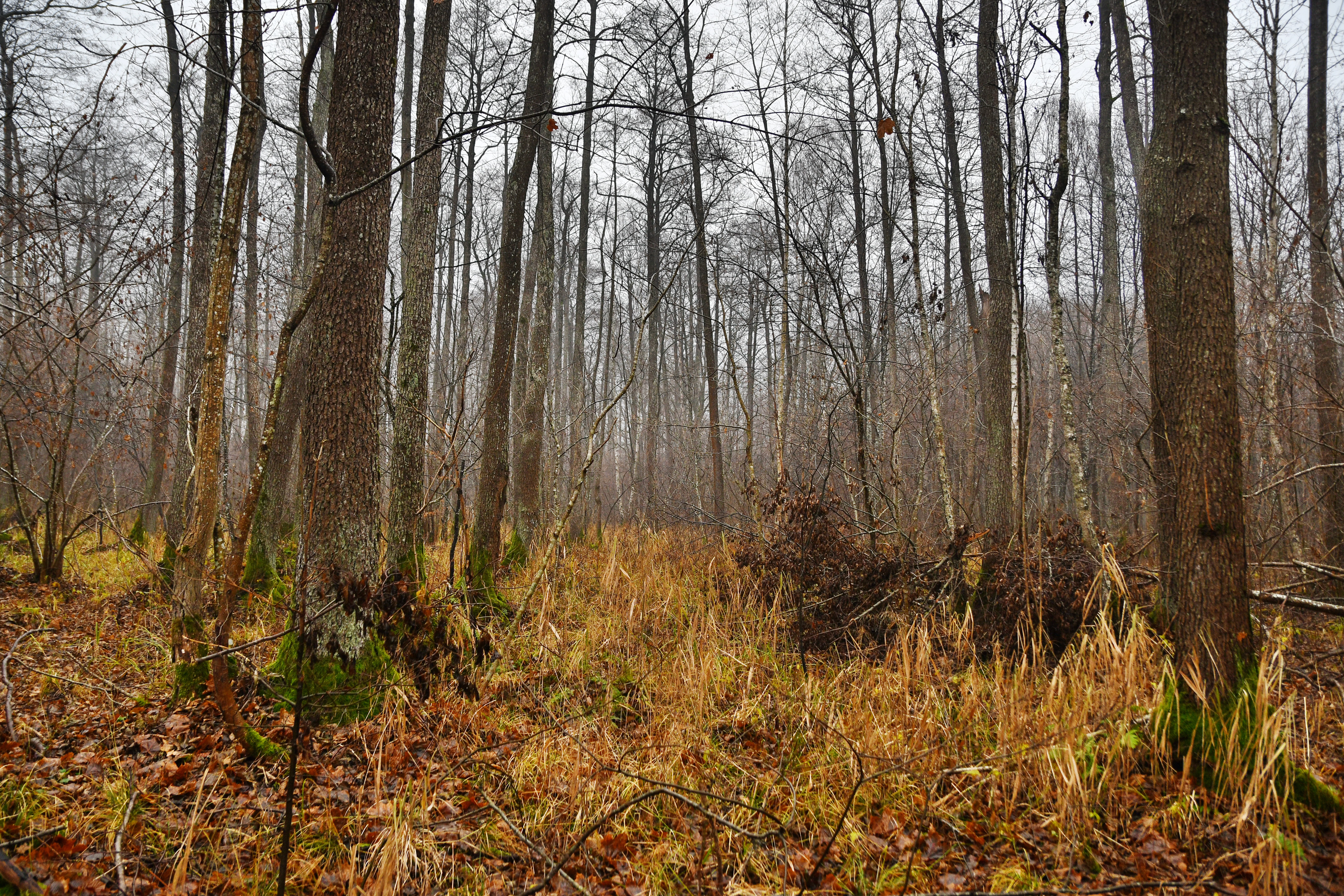
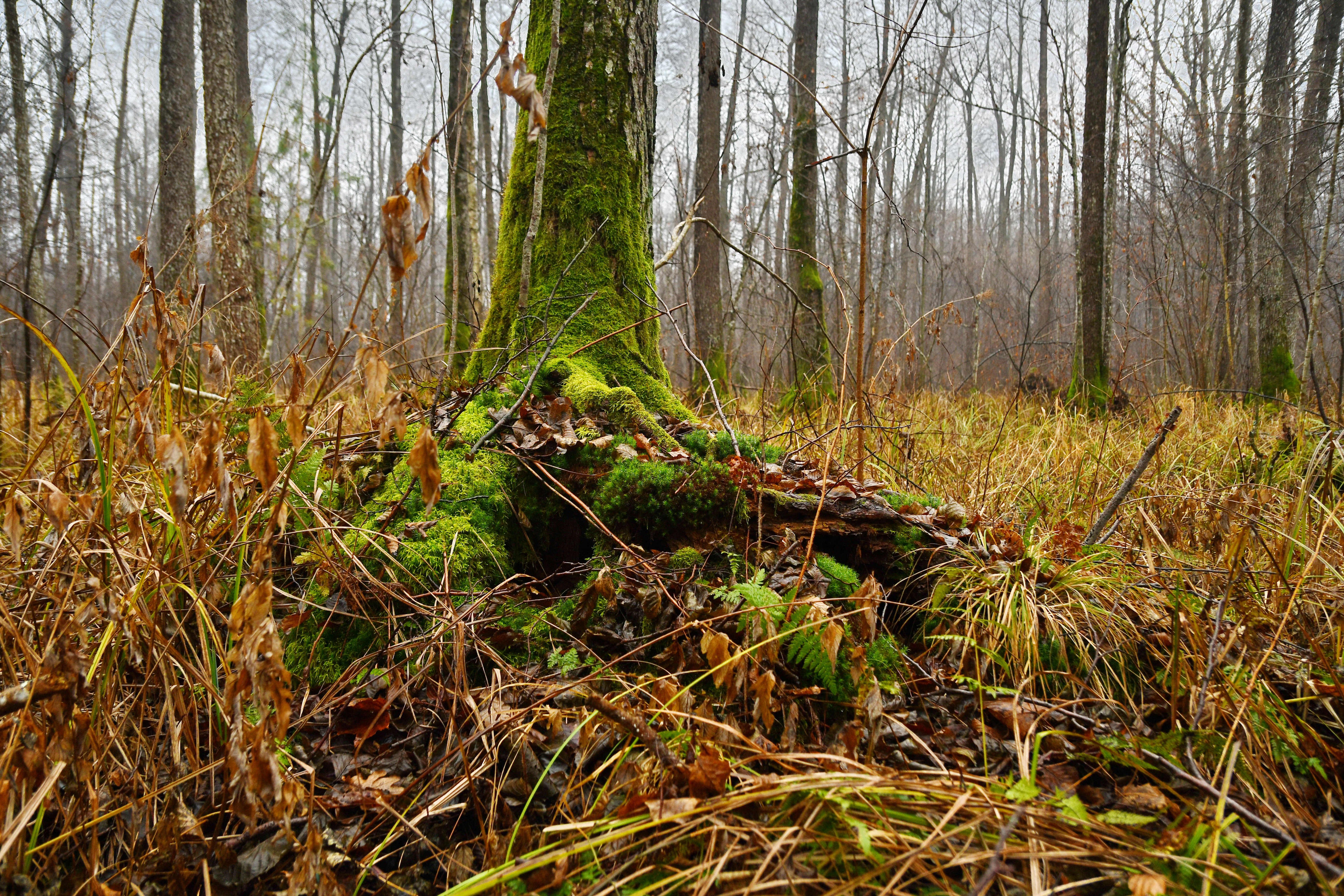